# Gerhard Zeidler
Gerhard Zeidler (* 12. Mai 1936 in Breslau) ist ein deutscher Ingenieur. Er war unter anderem Manager bei Standard Elektrik Lorenz (SEL).

## Werdegang
Gerhard Zeidler, Sohn von Klara Zeidler, geborene Prauß, und des Beamten Paul Zeidler, studierte nach dem Abitur von 1955 bis 1960 Nachrichtentechnik an der Technischen Hochschule Darmstadt. Nach und einer Tätigkeit als Wissenschaftlicher Assistent von 1961 bis 1964 und der Promotion zum Dr.-Ing. im Jahr 1964 war er ab 1965 Entwicklungsingenieur für Kommunikationstechnik bei der Standard Elektrik Lorenz AG (SEL) in Stuttgart, einer Tochter des amerikanischen Mischkonzerns ITT. Zeidler ist katholisch und heiratete 1965 Ingeborg Blessing. Aus der Ehe gingen die Töchter Bettina und Mariella hervor. 1973 wurde er Leiter der Entwicklung vermittlungstechnischer Systeme und Geräte und im Jahr 1977 war er Entwicklungschef für die gesamte Sparte Nachrichtentechnik. Im Jahr 1979 wurde er als Leiter des Zentralbereichs Technik zu einem stellvertretenden Mitglied, ab 1980 zum ordentlichen Mitglied des Vorstands. Im Jahr 1984 wurde er außerdem noch „General Technical Director ITT Europe“, „Vice President ITT Europe“ und „Vice President ITT“. Er wohnte in Korntal.
Nach dem Eigentümerwechsel zur französischen Compagnie Générale d’Électricité (CGE) war sein Unternehmen Teil des neu gegründeten Telekommunikationsausrüsters Alcatel und Zeidler wurde „Vice President“ und Mitglied des Executive Committee der Alcatel N.V. Zwei Jahre später, im Jahr 1989, wurde er schließlich zum Vorstandsvorsitzenden der Standard Elektrik Lorenz AG. Er übernahm die Leitung bei SEL inmitten einer Krise. Sein Vorgänger hatte das Unternehmen in einen politischen Skandal verwickelt und wurde wegen Untreue und Steuerhinterziehung schließlich zu drei Jahren Freiheitsstrafe verurteilt. Zeidler gelang es in den folgenden Jahren, das Unternehmen zu stabilisieren. Besonders hilfreich war dabei sein Engagement mit seinen Vorabinvestitionen in die Entwicklung der Nachrichtentechnik für die späteren „Neuen Bundesländer“. Als Folge davon konnte sein Unternehmen schon im November 1989 die ersten Produkte liefern und war auch viele Monate danach noch immer der einzige Lieferant nachrichtentechnischer Vermittlungsstellen. Im Jahr 1990 gründete Zeidler mit Teilen des „DDR-Kombinats Rundfunk- und Fernmeldetechnik“ das Gemeinschaftsunternehmen RFT-SEL. Dabei bestand er auf eine drastische und nachhaltige Restrukturierung. Im Jahr 1992 erreichte das operative Ergebnis des Unternehmens Alcatel SEL AG seinen Höchststand. In den Folgejahren belastete ein umfassender Strategiewechsel der französischen Muttergesellschaft die Alcatel SEL zunehmend. 1995 verließ Zeidler das Unternehmen.
Von 1979 bis 1995 war Gerhard Zeidler auch Vorsitzender der „SEL-Stiftung für Technische und Wirtschaftliche Kommunikationsforschung“.          
Im Juni 1996 übernahm Gerhard Zeidler den Vorsitz der Prüfgesellschaft Dekra in Stuttgart. Er richtete das Unternehmen neu aus und verfolgte konsequent dessen Internationalisierung. Zeidler hat Dekra im Wettbewerb von einem abgeschlagenen Platz europaweit/weltweit unter den drei Größten der Branche etabliert. Zum 1. Januar 2006 zog sich Zeidler aus dem operativen Geschäft zurück und wechselte als Präsident des Präsidialrats an die Spitze des obersten Aufsichtsgremiums der Dekra. Sein Amt übergab er am 3. Mai 2011 an Thomas Pleines.
Im Februar 2002 wurde er zum Honorarkonsul der Republik der Philippinen für das Bundesland Baden-Württemberg berufen, im Mai 2003 als Honorargeneralkonsul auch für das Bundesland Hessen. Er lehrte als Honorarprofessor an der Universität Stuttgart und ist Mitglied des Senats der acatech.

## Ehrungen
- 1987: Ehrensenator der Technischen Universität Darmstadt.
- 1987: Verdienstorden der Bundesrepublik Deutschland, Verdienstkreuz 1. Klasse
- 2005: Verdienstmedaille des Landes Baden-Württemberg
- 2006: Große Staufermedaille in Gold des Landes Baden-Württemberg
- 2012: Verdienstorden der Bundesrepublik Deutschland, Großes Verdienstkreuz